# M̃
Cette page contient des caractères spéciaux ou non latins. S’ils s’affichent mal (▯, ?, etc.), consultez la page d’aide Unicode.
M̃ (minuscule : m̃), appelé M tilde, est un graphème utilisé dans l’écriture de l’alago, du l’anejom, du babm (en), de l’éfaté du Nord, de l’éfaté du Sud, du lewo, du lituanien, du maskelynes, de l’uripiv-wala-rano-atchin, et du yanesha, ou dans la translittération du lycien. Il s'agit de la lettre M diacritée d'un tilde.

## Utilisation
En M tilde représente généralement le /mʷ/.
En éfaté du Sud, ‹ m̃ › représente le son /ŋ͡m/.
En lituanien, le M tilde ‹ M̃, m̃ › est rarement utilisé et se retrouve dans certains textes de grammaire, des dictionnaires ou des manuels. Le tilde est utilisé comme le circonflexe grec, il permet d’indiquer l’accent tonique long. Le M tilde indique donc un /m/ qui fait partie d’une diphtongue avec l’accent tonique.

## Représentations informatiques
Le M tilde peut être représenté avec les caractères Unicode suivants :
- décomposé (latin de base, diacritiques) :

| formes    | représentations | chaînes de caractères | points de code | descriptions                                |
| --------- | --------------- | --------------------- | -------------- | ------------------------------------------- |
| capitale  | M̃               | M◌̃                    | U+004D U+0303  | lettre majuscule latine m diacritique tilde |
| minuscule | m̃               | m◌̃                    | U+006D U+0303  | lettre minuscule latine m diacritique tilde |